# نيكولوز مالي
نيكولوز مالي (بالجورجية: ნიკოლოზ მალი)‏ هو لاعب كرة قدم جورجي في مركز الدفاع، ولد في 27 يناير 1999 في تبليسي في جورجيا. لعب مع نادي سابورتالو تبليسي.

## وصلات خارجية
- نيكولوز مالي على موقع الاتحاد الأوربي (الإنجليزية)
- نيكولوز مالي على موقع قاعدة بيانات كرة القدم.إي يو (الإنجليزية)
- نيكولوز مالي على موقع ناشيونال فوتبول تيمز (الإنجليزية)
- نيكولوز مالي على موقع Soccerbase.com (لاعب) (الإنجليزية)
- نيكولوز مالي على موقع Soccerway.com (الإنجليزية)
- نيكولوز مالي على موقع عالم كرة القدم.نت (الإنجليزية)